# Sankt Georgen am Längsee
Sankt Georgen am Längsee is een gemeente in de Oostenrijkse deelstaat Karinthië, gelegen in het district Sankt Veit an der Glan (SV). De gemeente heeft ongeveer 3600 inwoners.

## Geografie
Sankt Georgen am Längsee heeft een oppervlakte van 69,8 km². Het ligt in het zuiden van het land.

## Bezienswaardigheden
- Het Sint-Jorisstift is een 1000-jarig Benedictijner kloostercomplex, tegenwoordig vormings en congrescentrum en hotel.
- Kasteel Hochosterwitz

Althofen · Brückl · Deutsch-Griffen · Eberstein · Frauenstein · Friesach · Glödnitz · Gurk · Guttaring · Hüttenberg · Kappel am Krappfeld · Klein Sankt Paul · Liebenfels · Metnitz · Micheldorf · Mölbling · Sankt Georgen am Längsee · Sankt Veit an der Glan · Straßburg · Weitensfeld im Gurktal
- Gemeinsame Normdatei: 4338408-0
- Library of Congress Control Number: n94006454
- Nationale Bibliotheek van Tsjechië: ge1176047
- Nationale Bibliotheek van Israël: 987007533101005171
- Système universitaire de documentation: 16924217X
- Virtual International Authority File: 154922534
- WorldCat: E39PBJrm9jrytC6m9btqJbPCwC